# کلورسکرکه
کلورسکرکه (به هلندی: Kleverskerke) یک منطقهٔ مسکونی در هلند است که در Middelburg واقع شده‌است. کلورسکرکه ۷۰ نفر جمعیت دارد.